# Martha Bergemann-Könitzer
Marta Josefine Anna Elisabeth Bergemann-Könitzer, geb. Könitzer (* 1. April 1874 in Jena; † 2. Oktober 1955 in Jena) war eine deutsche Bildhauerin, Kunstpädagogin und Reformpädagogin.

## Leben
Ab 1888 nahm Marta Könitzer an sprachlichen, philosophischen und kunstgeschichtlichen Kursen teil und erhielt Kunstunterricht bei Eduard Weichberger in Weimar. Zwischen 1898 und 1904 war sie Mitglied des Münchner Künstlerinnenvereins. In München arbeitete sie u. a. mit dem Bildhauer Wilhelm Krieger an die Gestaltung von Geschirrporzellan mit Unterglasurmalerei zusammen.  Von 1904 bis 1922 war Bergemann-Könitzer mit dem Pädagogen Paul Bergemann (1862–1946) verheiratet.
Ab 1907 wirkte sie wieder in Jena und unterrichtete zwei Jahre an einer von der Carl-Zeiss-Stiftung geförderte Zeichenschule, die von Erich Kuithan geleitet wurde. Danach war sie in der Lehrerausbildung tätig und von 1923 bis 1952 war sie nebenamtlich Lehrerin der freien Künste (Bildhauerei) an der Universität Jena.
An ihrem Wohnsitz, Villengang 3, wurde von der Stadt Jena eine Gedenktafel angebracht. Ihr 24 Akten umfassender Nachlass befindet sich im Universitätsarchiv der Universität Jena.

## Werke
- 1919: Die Plastik in der Volkshochschule. (Blätter der Volkshochschule Thüringen, Nr. 15, 5. Dez. 1919.)
- 1919: Erziehung zur Plastik: Ein Beitrag zur Methodik des plastischen Unterrichts. Gallwey, München. (Die Plastik, Jg. 1919, H. 3)
- 1921: Über plastischen Gestaltungsunterricht: Ein Beitrag zur systematischen Durchdringung des Raum- und Formproblems. (Schauen und Schaffen.)
- 1922: Das Kind und die Plastik. (Die Tat, Jg. 14, H. 2.)
- 1923: Über plastischen Gestaltungsunterricht. (Die Lebensschule, H. 10.)
- 1925: Kinderplastik. (Die Neue Erziehung, 7. Jg., H. 7.)
- 1925: Über Raum- und Körpersinn. (Pädagogische Warte, H. 24, 32. Jg., Sonderheft: Psychologie.)
- 1925: Plastik als schöpfericher Ausdruck – Grenzgebiete und Ziele. (Die Arbeitsschule, 39. Jg., H. 11.)
- 1926: Körpergefühl und plastische Gestaltung. (Mitteilungen des Bodebundes für Körpererziehung, 4. Jg., Nr. 3.)
- 1927: Der bewegte Körper und die Plastik. (Pädagogische Warte, H. 20.)
- 1927: Plastisches Gestalten und Gymnastik. (Gymnastik : Monatsschrift und Mitteilungsblatt des deutschen Gymnastikbundes, 2. Jg., H. 9/10.)
- 1927: Schöpferischer Werkunterricht und Berufswahl. (Die Neue Erziehung, Okt. 1927.)
- 1929: Plastisches Gestalten als Ausgang für die Werktätigkeit in der Schule. Deutscher Verlag f. Jugend u. Volk, Wien. (Bücherei „Gestaltende Arbeit“; Bd. 12)
- 1930: Das plastische Gestalten des Kleinkindes. H. Böhlaus Nachf., Weimar. (Forschungen und Werke zur Erziehungswissenschaft; Bd. 12)Link zu Inhaltsverzeichnis
- 1930: Entwicklungsaufbau plastischer Gestaltung. (Bund deutscher Kunsterzieher: Kunst und Jugend; Jg. 10, H. 1.2.)
- 1930: (Mitarbeit) Eine freie allgemeine Volksschule : nach den Grundsätzen Neuer Erziehung : (Der Jena-Plan). Bd. 2: Das gestaltende Schaffen im schulversuch der Jenaer Universitätsschule 1925-1930 (Forschungen und Werke zur Erziehungswissenschaft ; Bd. 14)
- 1936: (mit Elsa Köhler, Walter Böhm) Entwicklungshilfe als psychologisches und pädagogisches Problem dargestellt am plastischen Gestalten. Böhlau. Weimar.
- 1946: Die Produktiven Kräfte des Kindes: Für den Rundfunk des Kulturbundes. (Maschinenschrift)